# Château de Borie-Petit
Le château de Borie-Petit est situé à Champcevinel dans le département de la Dordogne.

## Historique
Il date du XVe siècle et certaines parties du XVIIe siècle. Le corps de logis principal a été restauré au XIXe siècle.[réf. souhaitée]
Les façades et les toitures de la poterne d'entrée et des deux bâtiments attenants, incluant les deux échauguettes d'angle, font l'objet d'une inscription au titre des monuments historiques par arrêté du 15 janvier 1974. Il est aujourd'hui occupé par un centre équestre.
Il est acheté en 1533 par la famille Petit. En 1585, il passe à la famille de Cremoux par le mariage de Pierre Cremoux, receveur des tailles, et Claire Petit. Dans le courant du XIXe siècle, il passe successivement par mariages dans la famille d'Abzac de La Douze, puis dans la famille de Chasteigner de La Rocheposay où il était encore en 1954.